# Yoggl
Yoggl, fue la mascota oficial de los Juegos Olímpicos de la Juventud de Invierno 2012, que se celebraron en Innsburck en enero de 2012.